# Kaya Peker
Kaya Peker   (Ankara, Turquía, 2 de agosto de 1980) es un baloncestista turco  que mide 2,07 m y cuya posición en la cancha es la de pívot. Actualmente juega para el Tofaş Spor Kulübü.

## Clubes
- 1996-00 TUR. Karsiyaka.
- 2000-06 TBL. TUR. Efes Pilsen Estambul.
- 2006-07 ACB. Tau Cerámica.
- 2007-08 TBL. Besiktas
- 2008-10 TBL. Efes Pilsen Estambul
- 2010-2013 TBL. Fenerbahçe Ülkerspor
- 2013-2015 TBL. Trabzonspor Basketbol
- 2015-2017 TBL. Tofaş Spor Kulübü
- 2017-  TBL. Türk Telekom B.K.

## Palmarés
- 2000-01, 2001-02, 2005-06 Copa de Turquía. Efes Pilsen Estambul. Campeón.
- 1999-00, 2001-02 Copa del Presidente de Turquía. Efes Pilsen Estambul. Campeón.
- 2001-02, 2002-03, 2003-04, 2004-05 TBL. TUR. Efes Pilsen Estambul. Campeón.
- 2001 Campeonato de Europa. Selección de Turquía. Turquía. Medalla de Plata.